# Владимир Брейчев
Владимир Милчов Брейчев е български състезател по ски скокове.

## Биография
Роден е на 16 декември 1958 г. в Самоков, НР България. Завършва спортното училище в Самоков. Първия треньор на Владимир Брейчев е Симеон Димитрачков - първият треньор по ски скок в България. 

Състезава се за спортен клуб „Септемврийско знаме“ и спортно дружество „Рилски спортист“.
Дебютира в Турнира на Четирите шанци през сезон 1977/78 г. и има класирания сред най-добрите 25 на всяка от шанците. На 1 януари 1988 г. се класира 14-и в състезанието от Турнира на Четирите шанци в Гармиш-Партенкирхен, което към януари 2010 г. е най-добро класиране на българин в турнира. През 1984 г. печели Европейската купа по ски скокове.
Участва в зимните олимпийски игри в Сараево през 1984 г., в Калгари през 1988 г. и в Албервил през 1992 г.
| Олимпийски игри | Дисциплина     | Класиране |
| --------------- | -------------- | --------- |
| Сараево 1984    | Нормална шанца | 19        |
| Сараево 1984    | Голяма шанца   | 42        |
| Калгари 1988    | Нормална шанца | 53        |
| Калгари 1988    | Голяма шанца   | 46        |
| Албервил 1992   | Нормална шанца | 50        |
| Албервил 1992   | Голяма шанца   | 46        |

През март 1988 г. е вербуван за агент и секретен сътрудник на Държавна сигурност в ДС-03-01-02. Кандидат е за общински съветник в община Самоков, издигнат от коалиция „Движение нашата община“.